# Battlezone II: Combat Commander
Battlezone II: Combat Commander est jeu vidéo développé par Pandemic Studios, sorti en 1999. Il s'agit de la suite de Battlezone (1998). Le jeu cumule les aspects du jeu de stratégie en temps réel, du jeu de rôle et du jeu de tir à la première personne. Il peut être considéré comme la fusion de StarCraft et de Battlefield 1942.
Le joueur peut commander une unité de construction afin de construire des bâtiments où il veut, et peut commander à ces bâtiments afin de construire différentes unités (aspect RTS). Il peut prendre le contrôle de presque toutes les unités pouvant être construites, chacune ayant un rôle bien défini (éclaireur, char d'assaut, frappe chirurgicale) (aspect RPG). À bord de son appareil, le point de vue par défaut est celui du tireur (aspect FPS).

## Introduction et Histoire
Battlezone II se déroule dans un univers uchronique. La découverte dans les années 1950, sur une météorite écrasée, d'un métal extra-terrestre aux capacités métamorphiques révolutionnaires, le bio-metal a mené les deux grands blocs à se combattre pendant la Guerre froide loin de la Terre, dans l'espace et le Système Solaire. L'URSS (avec la CCA pour Cosmos Colonist Army) et les États-Unis (avec le NSDF, National Space Defense Force)  ont mené pendant des années une guerre secrète pour la conquête de ce fameux bio-métal ainsi que la découverte de ruines de l'ancienne civilisation qui l'a crée, les Chtoniens.

Après des années de conflit et la chute de l'URSS, la conquête spatiale devient internationale et les ennemis d'hier sont désormais unis sous une même bannière, l'ISDF pour International Space Defense Force.
c'est à cette époque post-Guerre Froide que le jeu commence.
Le joueur incarne le Lieutenant John Cooke, envoyé sur Pluton en compagnie de sa supérieure, le Commandant Yelena Shabayev, ainsi qu'un groupe d'intervention, pour enquêter sur l'attaque de la base Cerberus par des agresseurs inconnus, et manifestement non-humains.

## Système de jeu
Battlezone II met en scène deux factions : l'ISDF (International Space Defense Force) et le Collectif Scion, dans la période post-guerre froide. Le joueur débute la campagne du côté de l'ISDF. À l'issue de la mission « Attiser le feu », le joueur aura deux possibilités : 
- Se ranger aux côtés des Scions (en demandant au Remorqueur de suivre le Scion), scénario canon. Le joueur devient alors un Scion jusqu'à la fin du jeu.
- Continuer du côté de l'ISDF en détruisant le Scion venu à sa rencontre pour parlementer. Ce choix réduit néanmoins le nombre de missions séparant le joueur de la fin du jeu. Toutefois, il vous sera proposé de reprendre les missions comme si vous aviez choisi de rejoindre les Scions, ce qui prolonge la durée de vie de la campagne. Il est donc conseillé de continuer en ISDF jusqu'au bout, puis finir par le scénario Scion.

### Personnages et groupes évoqués
- Général Armond Braddock :
- Commandant Yelena Shabayev :
- Commandant Miller :
- Major Henry Manson :
- Lieutenant John Cooke :
- Lieutenant Simms :
- Franck « Padisha » Burns :
- Ambassadeur Kossieh :
- Les « Chiens Noirs » :
- Les « Furies » :
- NSDF : Sigle de « National Space Defense Force » (Force Nationale de Défense Spatiale). Groupe armé, constitué par le bloc occidental lors des guerres Bio. Les « Chiens Noirs » en font partie.
- CCA : Sigle de « Cosmo-Colonist Army » (Armée Cosmo-Coloniste). Groupe armé, constitué par le bloc soviétique lors des guerres Bio.
- ISDF : Sigle de « International Space Defense Force » (Force Internationale de Défense Spatiale). Groupe armé, constitué par la fusion des NSDF et de la CCA, lors de l'émergence de la menace Scion.
- ANV : Sigle de « Alliance des Nations Vigilantes ». Organisation politique, contrôlant l'ISDF, qui a pour but le maintien de la paix et la répartition équitable des réserves de bio-métal.

### Gestion
Les deux factions reposent sur le même principe : collecte de ressources pour bâtir et constituer une armée. La seule ressource en jeu est le bio-métal. Le bâtiment principal du joueur fait office d'extracteur et de collecteur pour jeter les bases de la construction, et construire les premières unités vitales. Le bio-métal peut être extraits de gisements (puits fumants), ou récupéré sur le sol sous forme de pastilles métallisées brillantes, sur les sites de destruction de vaisseaux ou de bâtiments par exemple. Cependant, des pastilles peuvent déjà être présente en début de partie pour faciliter l'expansion du joueur. Les unités s'occupant de la récupération et de l'extraction sont les Pilleurs : ils peuvent être envoyés sur site pour récupérer automatiquement les pastilles, ou s'installer automatiquement en Extracteur, le processus est irréversible dans ce cas-là. La gestion des ressources est légèrement différente par rapport aux STR classiques : en effet, la durée de vie d'un puits de bio-métal est infinie, la limitation est celle de la capacité du joueur. Chaque nouvel extracteur installé permet d'accroître la réserve dont dispose le joueur, mais sans dépasser un certain total. Exemple : un joueur disposant d'un Recycleur et d'un Extracteur aura une réserve maximale de : 40 (Recycleur) + 20 (Extracteur), soit une réserve maximale de 60 minerais. Les Extracteurs peuvent être améliorés par l'unité de construction pour produire les ressources plus rapidement. Le niveau de ressources est montré par une barre verticale sur la gauche de l'écran.

### Divergences entre factions
Le jeu ne serait pas intéressant sans un minimum de divergences de gameplay : 
- Énergie : Les bâtiments ont besoin d'énergie pour fonctionner. L'ISDF est capable de construire des centrales électriques, qui fournissent un capital énergétique de trois points chacune(visible en haut de l'écran). Chaque bâtiment construit consomme un point d'énergie pour fonctionner correctement. Si le bilan énergétique est strictement négatif, alors aucun bâtiment ne fonctionne. En revanche les bâtiments Scions sont directement construits avec leur(s) propre(s) générateur(s) individuel(s) (globe bleu, ressemblant à une ampoule). Si un tel générateur est détruit, seul le bâtiment connecté est affecté. Pour les bâtiments ayant plusieurs générateurs, il faut que chacun soit présent pour que le bâtiment fonctionne (Forge et Réseau de surveillance).
- Unités : L'ISDF est capable de construire un hangar à bombardiers qui peut accueillir un seul bombardier. Ce bombardier peut être envoyé pour larguer une bombe sur une unité ou un bâtiment adverse. De leur côté, les unités aéroglissantes Scions (Remorqueurs exceptés) disposent de deux modes : le mode Combat (par défaut), et le mode Assaut (appareils plus lents à manœuvrer, mais armes plus puissantes, et lente régénération des points de vie au cours du temps ; en temps normal, ce sont les munitions qui se rechargent automatiquement dans les deux camps). Le joueur peut jongler entre ces deux modes à volonté, le mode Assaut étant conçu pour l'attaque d'appareils puissants ou de bâtiments.
- Armes : Les deux civilisations disposent chacune de leur propre arsenal, mais les Scions disposent en plus de Boucliers pouvant équiper les unités aéroglissantes de combat.

### Bâtiments

#### ISDF
- Recycleur : Le bâtiment principal du joueur. S'il est détruit, il perd la partie car il s'agit d'un bâtiment unique. Il peut recevoir des ordres du joueur, car il fabrique la Plateforme de construction (l'unité chargée de la construction), des tourelles de défense, les Pilleurs, les Remorqueurs, les Eclaireurs, les Réparateurs, ainsi que des dépôts de ravitaillement et de régénération (packs). Il dispose à l'intérieur d'une interface informatique à partir de laquelle le joueur peut configurer les armements des unités fabriquées, moyennant un petit supplément en ressources. Pour utiliser l'interface, le joueur doit être à pied et s'approcher de l'interface, puis la sélectionner. Le bâtiment principal, déployé, fait également office de collecteur pour les ressources. Au début de certaines missions, le Recycleur est en mode Déplacement (assimilable à un véhicule chenillé), et doit être déployé. Le joueur peut lui indiquer l'endroit de son déploiement.
- Usine : Bâtiment principal de construction des unités offensives. Il dispose d'une interface informatique de configuration, et peut être commandé par le joueur. Un seul autorisé.
- Armurerie : Un seul autorisé. Bâtiment de création des packs d'armes, le joueur peut spécifier l'endroit sur le terrain où doit être expédié le pack. Un vaisseau avec un emplacement d'arme compatible doit passer sur le pack pour s'en équiper. Ce bâtiment peut recevoir des ordres du joueur.
- Centrale énergétique : Bâtiment de production d'énergie, fournissant un capital énergétique de trois points, qui peuvent être utilisés par d'autres bâtiments. Si le joueur n'a pas suffisamment de points d'énergie de réserve, la destruction d'une centrale électrique peut gravement affecter l'économie et la production de sa base.
- Bunker relais : Bâtiment nécessaire pour la construction des Tourelles à canons, il possède l'avantage de pouvoir être construit n'importe où sur terrain plat, les tourelles à canons pouvant être ensuite construites à proximité. Il fournit au joueur une interface lui permettant d'avoir une vue satellite de la zone, bien plus pratique pour contrôler ses unités, et renforçant l'aspect STR.
- Tourelles à canons : Bâtiment de défense doté d'une double canon à plasma. Il dispose d'une interface qui permet au joueur d'en prendre le contrôle.
- Aire de réparation : Bâtiment permettant de réparer et recharger tout vaisseau passant sur la plateforme. Un seul autorisé.
- Quartiers : Bâtiment permettant la création automatiques de personnel (pilotes) lorsqu'un appareil vide est laissé devant. Un seul autorisé.
- Centre technique : Bâtiment nécessaire pour avoir accès aux technologies avancées. Un seul autorisé.
- Hangar à bombardiers : Bâtiment ne pouvant être construit qu'à un seul exemplaire, pouvant héberger un seul bombardier. Un bombardier est automatiquement livré dès la construction du hangar finie. Si un bombardier est détruit, l'Usine peut en fabriquer un nouveau.

#### Scions
Certains bâtiments Scions peuvent être améliorés par la Plateforme de construction.
- Matronne : L'équivalent du Recycleur. Un seul disponible.
- Four-Forge : L'équivalent de l'Usine ISDF. Le Four peut être amélioré en Forge. Un seul autorisé. L'amélioration coûte 60.
- Bastion : Même fonction que l'Armurerie dans l'ISDF. Un seul autorisé.
- Centre de communication-Réseau de surveillance : L'équivalent du Bunker relais. Le Centre peut être amélioré en Réseau. Un seul autorisé. Le centre de communication a une portée de détection de 500m et le réseau de surveillance de 1km. L'amélioration coûte 80 et nécessite la Forge.
- Fort : Un seul autorisé. L'équivalent de l'Aire de réparation ISDF.
- Canon-flèche : L'équivalent de la Tourelle à canons. Il se compose d'une sphère en lévitation au-dessus de quatre lames métalliques dressées vers le ciel. Il lance un rayon appelé Explosion d'arc (plus rapide que le plasma des tourelles), et peut être contrôlé par le joueur.
- Système de brouillage : Structure permettant de brouiller les échos radars des unités alliés à proximité, qui peuvent ainsi masquer leur nombre.

### Unités
Il existe quatre types d'unités : les unités aéroglissantes (elles ne touchent pas le sol, sauf lorsqu'elle n'ont plus de pilotes), les unités chenillées (qui sont très sensibles à l'immersion dans des étendues d'eau), les unités « sur membres », c'est-à-dire terrestre mais sans chenille (incluant le pilote à pied), et les unités volantes, aériennes (non pilotables par le joueur).

#### ISDF
- Pilleur : L'unité de récolte de base. Le Pilleur peut être déployée sur un puits de bio-métal, ou récolter automatiquement des débris de bio-métal et les rapporter au Recycleur. Une fois déployé (processus irréversible), le Pilleur disparaît de la liste des unités contrôlables, se transforme en Extracteur fixe, pouvant être amélioré. Un Pilleur ne possède pas d'armement et doit être protégé. Unité chenillée, construite par le Recycleur. Bien qu'il ne soit pas possible au joueur d'ordonner au Pilleur de le récupérer, certaines missions de la campagne ISDF mettront à disposition du joueur des Pilleurs vides, que le joueur est en mesure de piloter. Conduire un Pilleur de cette manière sur un gisement de bio-métal entraînera le déploiement automatique du Pilleur, et l’éjection du joueur de la structure.
- Plateforme de construction : Unité de construction, de réparation et de destruction des bâtiments, et amélioration des Extracteurs. Unité « sur membres », pouvant escalader même les falaises les plus ardues, construite par le Recycleur.
- Eclaireur « Foudre » : Unité légère armée de reconnaissance, elle est rapide et dispose de deux Mitrailleuses, d'un Lance-missiles et d'un Spécial/Mines. Unité aéroglissante, construite par le Recycleur.
- Camion de réparation : Unité légère de maintenance permettant de régénérer individuellement les appareils à proximité. Unité chenillée, construite par le Recycleur.
- Remorqueur « Bricoleur » : Unité pouvant récupérer une cargaison et la transporter à l'endroit désigné par le joueur. Unité aéroglissante, construite par le Recycleur.
- Tourelle « Crotale » : Unité légère à rôle défensif, incapable d'attaquer en mouvement, mais pouvant se déployer sur le terrain pour pouvoir tirer. Elle peut se replier pour se déplacer ailleurs, et est équipée de deux Mitrailleuses. Unité aéroglissante, construite par le Recycleur.
- Char léger « Sabre » : Unité moyenne combinant puissance de feu et rapidité. Equipée d'un Canon, de deux Mitrailleuses, d'un Spécial/Mines et d'un Mortier. Unité aéroglissante, construite par l'Usine.
- Eclaireur lance-missiles « Vengeur » : Unité légère, équipée de deux Lance-missiles et d'un Spécial/Mines. Unité aéroglissante construite par l'Usine.
- Moto Mortier « Chacal » : Unité légère équipée d'un Mortier. Unité aéroglissante construite par l'Usine.
- TPB (Transport de Patrouilles Blindé) : Unité de transport débarquant des soldats équipés de lance-missiles portables. Unité aérienne construite par l'Usine. Atterrissage du TPB sur le site de l'attaque. Un TPB transporte trois soldats.
- Char d'assaut : Unité d'assaut lourde équipée d'un Canon et de deux Mortiers. Unité chenillée, construite par l'Usine.
- Char lance-roquettes : Unité d'assaut lourde équipée de deux Lance-missiles, et d'un Lance-missiles évolué (voir section Arsenal). Unité chenillée, construite par l'Usine.
- Bipède « Attila » : Unité blindée lourde tout-terrain d'assaut, équipée de deux Mitrailleuses et de deux Canons. Unité « sur membre », construite par l'Usine.
- Bombardier « Oiseau de Tonnerre » : Unité de bombardement ne pouvant être possédée qu'à un seul exemplaire. Arrimage automatique au hangar. Équipé d'une bombe, réarmable automatiquement au hangar. Armement non-modifiable. Dans le jeu d'origine, le joueur ne peut que lui donner l'ordre d'attaquer. Une fois l'ordre donné, il ne peut être annulé. Dans la version remasterisée de 2018, il est possible de changer de cible tant que la bombe n'est pas larguée. Il est aussi possible de le rappeler pour annuler son attaque. Unité aérienne, construite par l'Usine. Lorsque le Hangar à bombardier est construit, un bombardier est livré également.
- Pilote : Incarné par le joueur, unité « sur membre ». Peut être équipé d'une arme de poing et d'un pack dorsal.

#### Scions
- Pilleur : L'unité de récolte de base. Le Pilleur peut être déployée sur un puits de bio-métal, ou récolter automatiquement des débris de bio-métal et les rapporter au Recycleur. Une fois déployé (processus irréversible), le Pilleur disparaît de la liste des unités contrôlables, se transforme en Extracteur fixe, pouvant être amélioré. Un Pilleur ne possède pas d'armement et doit être protégé. Unité chenillée, construite par la Matronne.
- Plateforme de construction : Unité de construction, de réparation et de destruction des bâtiments, et amélioration des Extracteurs et bâtiments. La Plateforme de construction Scion dispose également d'une option pour ajouter des générateurs d'énergie aux bâtiments qui en ont perdu. Unité « sur membres », pouvant escalader même les falaises les plus ardues, construite par la Matronne.
- Eclaireur : Unité légère armée de reconnaissance, elle est rapide et dispose d'un Canon, d'un Spécial/Mines, et d'un Bouclier. Peut se convertir en mode Assaut. Unité aéroglissante, construite par la Matronne.
- Gueriss : Unité légère de maintenance permettant de régénérer individuellement les appareils à proximité. Unité chenillée, construite par la Matronne.
- Remorqueur : Unité pouvant récupérer une cargaison et la transporter à l'endroit désigné par le joueur. Unité aéroglissante, construite par la Matronne.
- Gardien : Unité légère à rôle défensif, incapable d'attaquer en mouvement, mais pouvant se déployer sur le terrain pour pouvoir tirer. Elle peut se replier pour se déplacer ailleurs, et est équipée de deux Mitrailleuses de type Assaut. Unité aéroglissante, construite par la Matronne.
- Sentinelle : Unité légère d'exploration et de patrouille. Equipée de deux Mitrailleuses, d'un Spécial/Mines, et d'un Bouclier. Peut se convertir en mode Assaut. Unité aéroglissante, construite par le Four-Forge.
- Guerrier : Unité moyenne alliant puissance de feu et rapidité. Peut être équipée de deux Mitrailleuses, d'un Canon, d'un Spécial/Mines, et d'un Bouclier. Peut se convertir en mode Assaut. Unité aéroglissante, construite par le Four-Forge.
- Lancier : Unité moyenne d'attaque, équipée d'un Lance-missiles, d'un Spécial/Mines, et d'un Bouclier, et peut être convertie en mode Assaut. Unité aéroglissante, construite par le Four-Forge.
- Archer : Unité d'attaque longue portée, équipée d'un Mortier. Unité aérienne, construite par la Forge. Se pose au sol avant de commencer le pilonnage.
- Ecorcheur : Unité blindée d'assaut tout terrain, équipée de deux Canons de type Assaut. Unité « sur membre », construite par le Four-Forge.
- Char d'assaut « Titan » : Unité lourde d'assaut, équipée de deux Canons et de deux Mitrailleuses. Unité chenillée, construite par le Four-Forge.
- Pilote : Incarné par le joueur, unité « sur membre ». Peut être équipé d'une arme de poing et d'un pack dorsal.

### Arsenal
Les effets de certaines armes dépendent du mode de certains appareils Scions, ou du type d'appareil qui en est équipé. D'autres armes nécessitent un verrouillage avant d'être tirées : il faut pour cela maintenir le bouton de tir enfoncé avec le réticule sur la cible : un cercle jaune rétrécissant apparaîtra alors. Lorsqu'il est rouge, le verrouillage est effectué. D'autres armes nécessitent un chargement en laissant la touche de tir appuyée. L'état du chargement apparaît sur le réticule de visée, et un bourdonnement de plus en plus aigu se fait entendre. Le coup peut être tiré à n'importe quel moment du chargement, mais l'effet est maximal lorsque les quatre points rouge sont affichés sur le réticule.

### Modes de jeu

#### Solo
Le mode Campagne du jeu. Un court descriptif de la mission est donné au joueur avec la planète sur laquelle se déroulera la mission. Le joueur peut également écouter ses messages, et accéder à un briefing détaillé.

#### Multijoueur
Le mode multijoueur permet aux joueurs de se confronter par internet ou par réseau local.

#### Action
Le mode Action est une sorte de match à mort contre l'ordinateur. Il permet de s'immerger directement dans l'action. Le joueur choisi sa carte (selon la carte choisie, il jouera l'ISDF ou les Scions), ainsi qu'un mode de jeu : dans le mode « Soldat », le joueur ne contrôle pas les bâtiments, il n'a d'autorité que sur les unités construites. En mode « Commandant », il peut contrôler bâtiments et unités.

### Missions

#### Missions communes
Ceci n'est pas un entraînement (Pluton) :
Un simple S et R (Pluton) :
Les hostilités commencent (Pluton) :
Trop chaud (Pluton) :
La Planète noire (Planète Noire) :
Le nid de vipères (Planète Noire) :
À travers le miroir (Mire) :
Cherchez de l'aide (Mire) :
Grondement dans la jungle (Mire) :
Éblouissement (Bane) :
Terrain glissant (Bane) :
Contre-attaque (Bane) :
Règlement de comptes (Rend) :
Attiser le feu (Rend) :

#### Fin ISDF
Le sort du traître (Rend) :
Un trou en un (Core) :
Core (Core) :

#### Fin Scion
Si le joueur termine d'abord la mission du côté ISDF, le briefing de la mission suivante est un message de félicitations, et invite le joueur à créer un nouveau pilote (profil) nommé (en)« Play Scion » : ceci permet au joueur d'arriver directement aux missions pour le compte des Scions, sans devoir refaire les précédentes missions.
Transformation (Mire) :

### Mondes
Le joueur aura la possibilité d'évoluer sur six mondes, radicalement différents : 
- Pluton : Planète naine du système solaire de la Terre, Pluton ne présente pas d'intérêt particulier si ce n'est la présence de la base Cerberus, et le fait que Braddock y ait fait construire un laboratoire secret pour mener des expériences.
- Planète Noire : On ne sait que peu de choses sur cette planète, si ce n'est qu'elle présente un intérêt particulier pour le Collectif Scion.
- Core : Planète d'origine du bio-métal et refuge des Scions, elle est en fait un énorme ordinateur contenant toutes les données relatives à la survie de la race Scion, permettant un équilibre entre le bio-métal et les Scions. Sous sa surface est creusé un très vaste réseau de galerie souterraines. Le joueur ne la visitera que s'il choisit de suivre Braddock à l'issue de la mission « Attiser le feu ».
- Mire : Planète à la végétation luxuriante. Il y pleut souvent. On y trouve des Jak, sortes de prédateurs bipèdes attaquant sans hésitation les pilotes hors de leurs vaisseaux, ainsi que des ruines Cthoniennes. Si le joueur choisi de rejoindre Yelena et le Collectif Scion à l'issue de la mission « Attiser le feu », sa transformation s'effectuera sur Mire.
- Bane : Planète glaciaire, il y neige souvent. On y trouve des plaques de glace recouvrant des étendues d'eau, des ruines, et des Rhinos des glaces, sortes d'énormes créatures bipèdes curieuses et inoffensives si non-agressées et très résistantes. Yelena Shabayev sera portée disparue sur Bane.
- Rend : Planète volcanique. Les nombreuses coulées de lave y sont dangereuses pour tous, y compris pour les pilotes à pieds.

## Accueil
| Battlezone II: Combat Commander |      |       |
| Média                           | Pays | Notes |
| Computer Gaming World           | US   | 4/5   |
| Eurogamer                       | US   | 9/10  |
| Game Revolution                 | US   | B-    |
| GameSpot                        | US   | 66 %  |
| Gen4                            | FR   | 3/6   |
| Jeuxvideo.com                   | FR   | 13/20 |
| Joystick                        | FR   | 94 %  |
| PC Zone                         | US   | 87 %  |